# Contea di Glascock
La contea di Glascock (in inglese Glascock County) è una contea dello Stato della Georgia, negli Stati Uniti. La popolazione al censimento del 2000 era di 2 556 abitanti. Il capoluogo di contea è Gibson.